# 长孙安世
长孙安世（571年—621年8月3日） ，名仁，字安世，以字行，河南洛阳人，隋民部尚书长孙炽之子，长孙无忌堂兄。

## 生平
长孙安世出自世族河南长孙氏，父亲长孙炽在隋炀帝大业四年至六年任民部尚书。长孙安世自幼博览经籍，开皇十四年，选授左领军府司兵参军。不久迁任太子杨勇的太子舍人，又除上台通事舍人(掌管呈递奏章、传达皇帝旨意等事)。大业六年父亲长孙炽去世，长孙安世离职丁忧服丧守孝。
大业九年因征兵天下征讨高句丽，中原开始大乱，长孙安世守孝未满即被起复任命为检校河南郡陕县县令，后被派遣领兵征讨青海吐谷浑，得胜而还。回到洛阳时，隋炀帝已死，遂辞官回家，与老母避居家中。后被王世充署为内史令，唐军平定洛阳时，武德四年七月十一日（公元621年8月3日）死于狱中，年五十一。

## 家族

### 曾祖
- 长孙裕，北魏武卫大将军、太常卿、平原侯

### 祖父
- 长孙兕，北魏左光禄大夫，北周勋绛熊三州刺史、平原侯

### 父亲
- 长孙炽，隋朝大理大卿、民部尚书、静公

### 夫人
- 吴郡陆氏，绥德公陆通孙女，安泽公陆让之女。贞观十一（637年）年三月十二日去世，年六十，贞观十一年十月二十二日夫妇合葬于河南县瀍涧乡[1]

### 子孙
- 长孙家庆，字余恩，贞观三年任东宫门大夫，九年去世，年三十九。有墓志铭存世。
- 长孙祥，唐刑部尚书，族叔长孙无忌被诬告谋反，坐与无忌通书信见杀。有墓志铭存世。
  - 长孙光，祥之子。